# Kycia Knight
Kycia Knight (sinh ngày 19 tháng 2 năm 1992) là một người vận động viên cricket Tây Ấn. Vào tháng 10 năm 2018, cô đã có tên trong đội hình của West Indies cho giải đấu ICC Women's World Twenty20 2018 ở West Indies.